# مارتین گروتکوپ
مارتین گروتکوپ (انگلیسی: Martin Grothkopp؛ زادهٔ ۲۱ ژوئن ۱۹۸۶) ورزشکار بابسلد اهل آلمان است.
وی در مسابقات کشوری و بین‌المللی در مجموع برندهٔ ۲ مدال طلا شده‌است.